# Scrooge (film, 1970)
Pour plus de détails, voir Fiche technique et Distribution.
Scrooge est un film musical britannique réalisé par Ronald Neame et sorti en 1970.

## Synopsis
À Londres, Ebenezer Scrooge est un misanthrope qui déteste Noël et qui ne vit que pour l'argent et le profit. Après avoir fait peur à un groupe de gamins qui chantaient une comptine à sa porte, il refuse l'invitation de son neveu Fred pour le réveillon. Après le départ de Fred, il donne congé pour le lendemain à Bob Cratchit, un de ses employés, mais en lui rappelant qu'il devra être là le matin suivant. Il est abordé par deux hommes qui lui demandent de faire un don pour les pauvres, ce qu'il refuse évidemment avec vigueur. En rentrant chez lui, il croise certains de ses clients, à qui il rappelle qu'ils sont ses débiteurs. Le soir, après le repas, il reçoit la visite du fantôme de Marley, son ancien associé, qui l'informe qu'il va voir trois apparitions dans la nuit à venir. 
Peu après la disparition de Marley, le fantôme des Noëls passés apparaît et emmène Scrooge dans le passé, au temps de sa jeunesse et de la cour qu'il faisait alors à Isabel Fezziwig. Le fantôme lui reproche alors d'avoir abandonné Isabel pour gagner toujours plus d'argent. Dès que ce fantôme disparaît, apparaît celui des Noëls présents, qui emmène Scrooge chez Bob Cratchit. Ils y voient les Cratchit préparer joyeusement le dîner du réveillon, malgré leur pauvreté. Parmi les cinq enfants de Cratchit, Scrooge est particulièrement ému par Tiny Tim, qui est handicapé. Le fantôme ramène Scrooge chez lui, où l'attend le fantôme des Noëls futurs, qui l'emmène sur la tombe de Tiny Tim. Le vieil homme est encore plus choqué lorsque le fantôme lui montre qu'il finira enchaîné aux enfers. En se réveillant le matin de Noël, Scrooge se rue hors de chez lui avec la ferme intention de célébrer Noël. Il achète une dinde et des jouets, puis se rend chez Cratchit. 
Surpris de voir son changement d'attitude, la famille l'accueille volontiers.

## Fiche technique
- Titre original : Scrooge
- Réalisation  : Ronald Neame
- Scénario : Leslie Bricusse, d'après Un chant de Noël, un conte de Noël de Charles Dickens
- Direction artistique : Terence Marsh, Robert Cartwright (en)
- Décors : Pamela Cornell (en)
- Costumes : Margaret Furse
- Photographie : Oswald Morris
- Son : Jock May
- Montage : Peter Weatherley
- Musique : Leslie Bricusse
- Chorégraphie : Paddy Stone
- Direction musicale : Ian Fraser (en)
- Production : Robert H. Solo (en)
- Production associée : David W. Orton
- Production déléguée : Leslie Bricusse
- Société de production : Cinema Center Films, Waterbury Films
- Société de distribution : Twentieth Century Fox Film Company
- Pays de production :  Royaume-Uni
- Langue originale : anglais
- Format : couleur (Technicolor) — 70 mm — 2,20:1 (Panavision) — son Stéréo
- Genre : Film musical et fantastique
- Durée : 120 minutes (Royaume-Uni), 113 minutes (États-Unis)
- Dates de sortie : 
  - États-Unis : 5 novembre 1970
  - Royaume-Uni : 30 novembre 1970

## Distribution
- Albert Finney : Ebenezer Scrooge
- Edith Evans : Fantôme des Noëls passés
- Kenneth More : Fantôme des Noëls présents
- Laurence Naismith : M. Fezziwig
- Michael Medwin : Fred, le neveu de Scrooge
- David Collings : Bob Cratchit
- Anton Rodgers (en) : Tom Jenkins
- Suzanne Neve (en) : Isabel Fezziwig
- Frances Cuka : Ethel Cratchit
- Derek Francis : le premier quémandeur
- Gordon Jackson : Tom - ami de Harry
- Roy Kinnear : le second quémandeur
- Mary Peach (en) : la femme de Fred
- Paddy Stone : Fantôme des Noêls à venir
- Kay Walsh : Mme Fezziwig
- Geoffrey Bayldon : Pringle, le marchand de jouets
- Helena Gloag (en) : une débitrice
- Reg Lever : le marionnettiste
- Keith Marsh (en) : l'homme bienveillant
- Marianne Stone (en) : une invitée
- Alec Guinness : Fantôme de Jacob Marley

## Distinctions

### Récompenses
- Golden Globes 1971 : Meilleur acteur pour Albert Finney

### Nominations
- Oscars 1971 :
  - Terence Marsh, Robert Cartwright et Pamela Cornell pour l'Oscar des meilleurs décors
  - Margaret Furse pour l'Oscar de la meilleure création de costumes
  - Leslie Bricusse pour l'Oscar de la meilleure chanson originale ("Thank You Very Much")
  - Leslie Bricusse, Ian Fraser (en) et Herbert W. Spencer pour l'Oscar de la meilleure partition de chansons et adaptation musicale
- Golden Globes 1971 :
  - Golden Globe du meilleur film musical ou de comédie
  - Leslie Bricusse pour le Golden Globe du meilleur scénario
  - Leslie Bricusse, Ian Fraser (en), Herbert W. Spencer pour le Golden Globe de la meilleure musique de film
  - Leslie Bricusse pour le Golden Globe de la meilleure chanson originale ("Thank You Very Much")
- BAFTA 1971
  - Terence Marsh pour le British Academy Film Award des meilleurs décors